# Evangelische Kirche Holzhausen (Porta Westfalica)

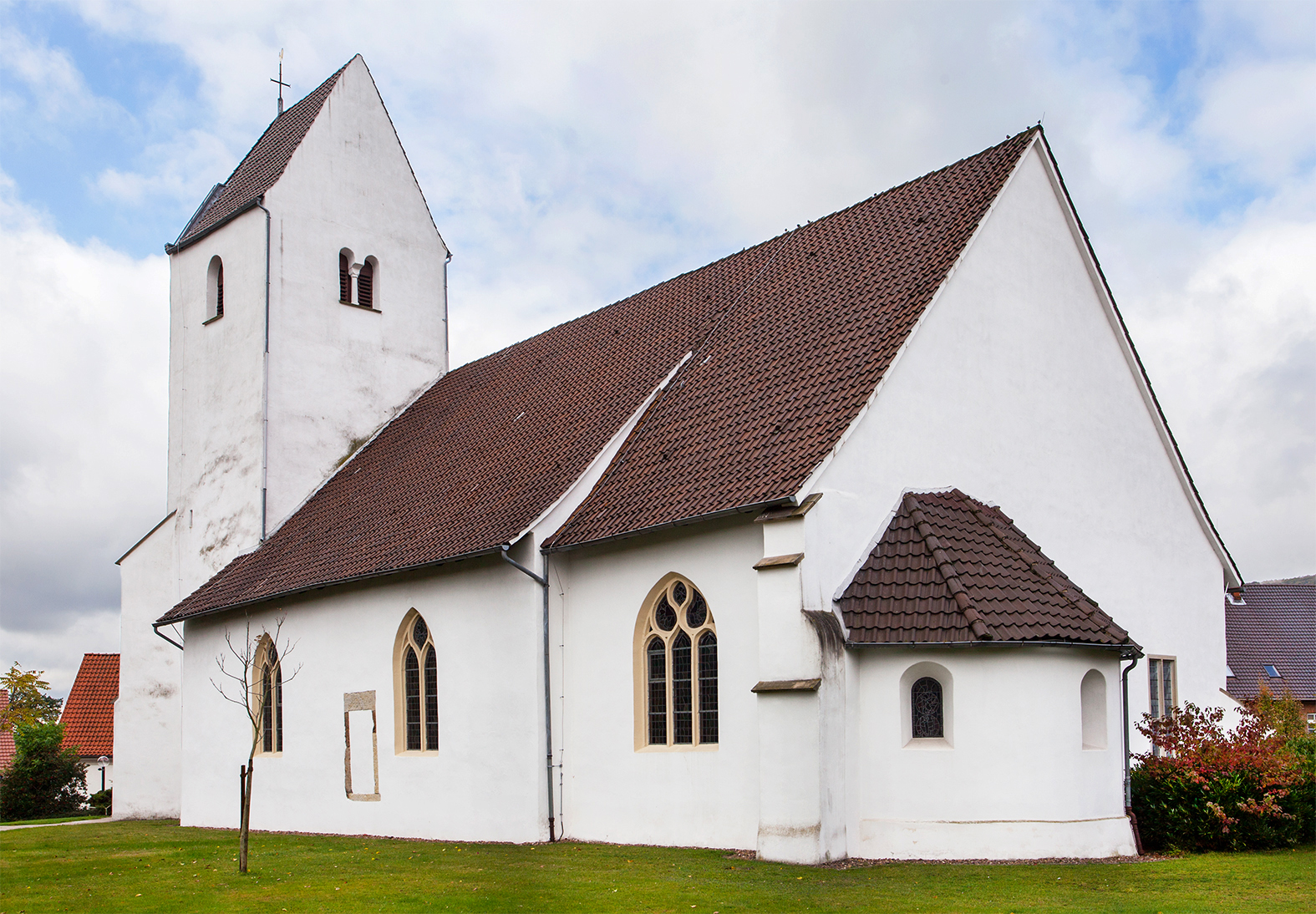
Evangelische Kirche Holzhausen

Die Evangelische Kirche in Holzhausen, einem Stadtteil von Porta Westfalica, ist die Pfarrkirche der Evangelischen Kirchengemeinde Holzhausen, die dem Kirchenkreis Vlotho der Evangelischen Kirche von Westfalen angehört.
Das Kirchengebäude geht auf das Hochmittelalter zurück und wurde in der Frühen Neuzeit erweitert.

## Baugeschichte und Architektur

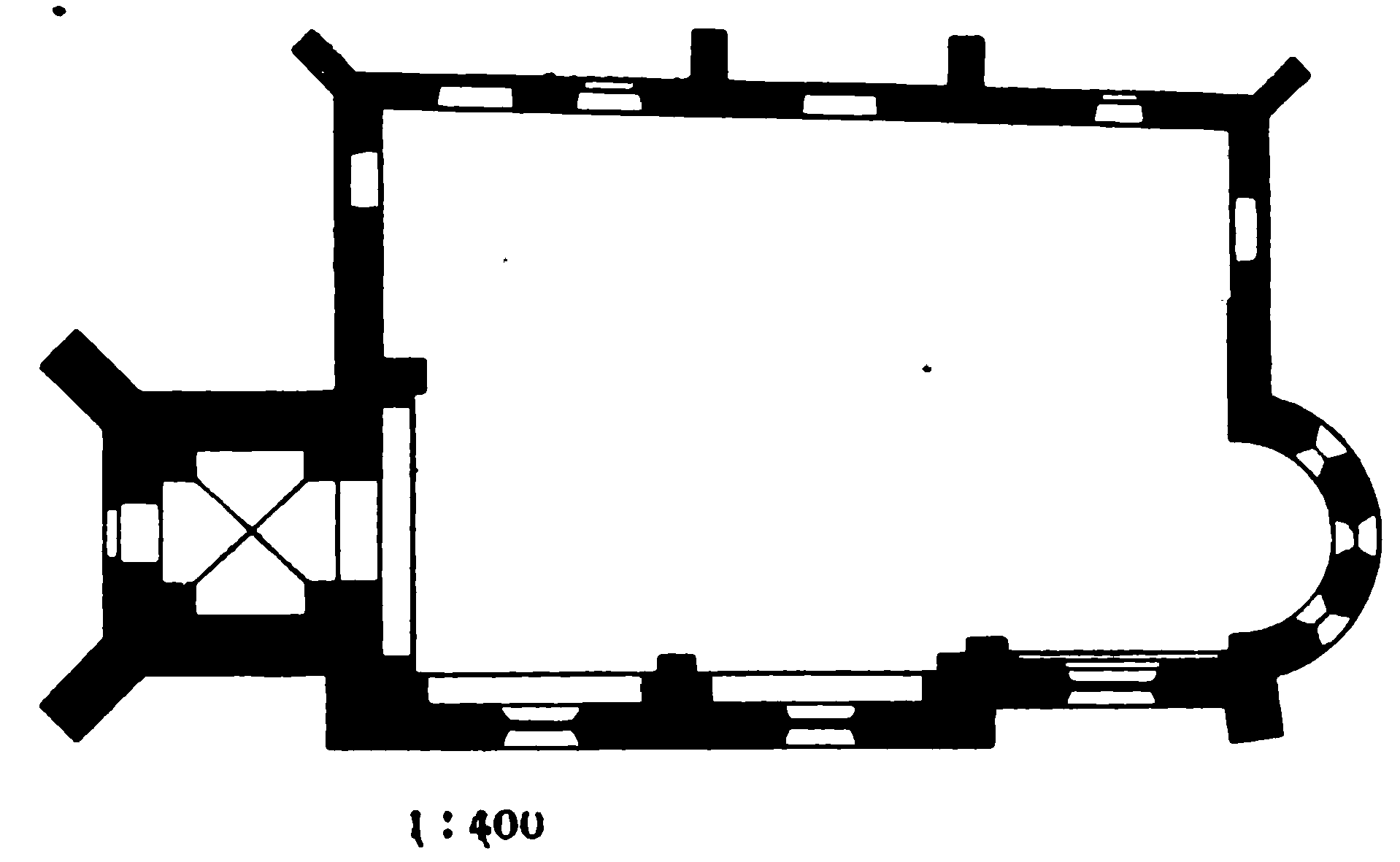
Grundriss

Die genaue Bauzeit der Kirche ist unbekannt, der romanische Stil der ältesten heute noch vorhandenen Teile deutet auf das 12. Jahrhundert hin. Ursprünglich handelte es sich um eine zweijochige Saalkirche mit eingezogenem, einjochigem Ostchor, Apsis und einem Westturm.
In der Barockzeit wurde das Langhaus nach Norden auf die doppelte Breite erweitert. Die Gewölbe wurden durch eine Holzdecke ersetzt. An der Nordseite des Schiffs wurden zwei Eingänge eingebaut, von denen einer mit 1719 bezeichnet ist. An der Apsis sind an rundbogige Fenster vorhanden, die spätgotischen Fenster am Langhaus sind spitzbogig und teilweise mit Maßwerk ausgestattet.
An dem mit einem Satteldach bedeckten romanischen Turm wurde 1669 ein Portal eingebaut. Er ist in zwei Geschossen zum Schiff geöffnet, in beiden ist Kreuzgewölbe vorhanden. Die Schalllöcher sind zweiteilig mit Mittelsäulchen.

## Ausstattung
Im Kircheninnenraum befinden sich Wandmalereien aus dem 15. Jahrhundert. Zu den ältesten Kunstgegenständen gehören zwei spätgotische Kelche aus vergoldetem Silber, von denen einer aus dem Jahr 1624 stammt. Ein zwölfarmiger, bronzener Kronleuchter im Stil der Renaissance ist von 1650. Der Turm beherbergt fünf Glocken. Zu zwei historischen Glocken aus den Jahren 1492 und 1552 goss die Glockengießerei Petit & Gebr. Edelbrock 1990 drei kleine Glocken hinzu.